# Reniochalina condylia
Reniochalina condylia är en svampdjursart som beskrevs av Hooper och Claude Lévi 1993. Reniochalina condylia ingår i släktet Reniochalina och familjen Axinellidae.
Artens utbredningsområde är havet kring Nya Kaledonien. Inga underarter finns listade i Catalogue of Life.